# Branimir Jowanowski
Branimir Jowanowski (mac. Бранимир Јовановски; ur. 29 lipca 1961 w Kumanowie) – macedoński niepełnosprawny strzelec i trener, mistrz paraolimpijski.

## Życie prywatne
Jowanowski nabył swoją niepełnosprawność wskutek działania polio. Studiował na Uniwersytecie Świętych Cyryla i Metodego w Skopju. Ma syna Dalibora i córkę Ałeksandrę.

## Kariera
Strzelectwo zaczął uprawiać w 1984 roku w Kumanowie. Na igrzyskach paraolimpijskich debiutował jako reprezentant niezależnych uczestników paraolimpijskich w 1992 roku, występując w dwóch konkurencjach (był zgłoszony do trzech, lecz nie pojawił się na starcie w pistolecie sportowym). W pistolecie dowolnym zajął 14. miejsce, nie awansując do wąskiego finału. Najlepszy wynik osiągnął jednak w pistolecie pneumatycznym, w którym zdobył złoto z wynikiem 658,2 punktów. Cztery lata później na igrzyskach w Atlancie startował jako reprezentant niepodległej Macedonii. W pistolecie pneumatycznym uplasował się na ósmym miejscu, zaś w pozostałych dwóch konkurencjach odpadł w eliminacjach (pistolet sportowy – 12. miejsce, pistolet dowolny – 15. miejsce). Podobnie było na igrzyskach w Sydney – w pistolecie pneumatycznym awansował do wąskiego finału, osiągając szósty wynik, a w pistolecie dowolnym i sportowym odpadł w eliminacjach (odpowiednio: 9. i 12. miejsce). Ostatnimi igrzyskami w jego karierze były zawody w Atenach (2004). Tym razem awansował do wąskiego finału w pistolecie dowolnym, w którym był piąty. W pistolecie pneumatycznym osiągnął jedenaste miejsce, a w pistolecie sportowym 22. lokatę.
Jowanowski jest trzykrotnym medalistą mistrzostw świata, w tym dwukrotnym srebrnym i jednokrotnym brązowym. Na mistrzostwach Europy zdobył dwa złote, dwa srebrne i dwa brązowe medale. 
W trakcie kariery zawodniczej był też trenerem. Jako trener uczestniczył w igrzyskach paraolimpijskich w latach 2008, 2012  i 2016 (w 2012 roku był chorążym reprezentacji podczas ceremonii otwarcia igrzysk). Po sukcesie swojej podopiecznej Oliwery Nakowskiej-Bikowej, która zdobyła złoty medal paraolimpijski w 2012 roku, został wybrany najlepszym trenerem w Macedonii. 
Zasiadał w strukturach władz Macedońskiego Komitetu Olimpijskiego.

## Odznaczenia
- Order 8 Września (2022)[16]